# Antonio José Pereira das Neves
Antonio José Pereira das Neves (Rio de Janeiro, 24 de julho de 1814 – 8 de maio de 1882) foi um médico brasileiro.
Doutorado pela Faculdade de Medicina do Rio de Janeiro em 1839, defendendo a tese “Dissertação Médico-Legal acerca do Infanticídio”. Foi eleito membro da Academia Nacional de Medicina em 1854, com o número acadêmico 70, na presidência de Francisco de Paula Cândido.